# 象の消滅
『象の消滅』（ぞうのしょうめつ）は、村上春樹の短編小説。

## 概要
| 初出     | 『文學界』1985年8月号                   |
| 収録書籍 | 『パン屋再襲撃』（文藝春秋、1986年4月） |

### 英訳
| タイトル | The Elephant Vanishes                                |
| 翻訳     | ジェイ・ルービン                                     |
| 初出     | 『ザ・ニューヨーカー』1991年11月18日号               |
| 収録書籍 | 『The Elephant Vanishes』（クノップフ社、1993年3月） |

2005年3月には、『The Elephant Vanishes』の日本語版である『象の消滅 短篇選集 1980-1991』（新潮社）が刊行された。

## あらすじ
新聞によれば、人々が象のいないことに気づいたのは5月18日とのことだった。象の足につながれていた鉄の枷（かせ）は、鍵のかかったままそこに残されていた。消えたのは象だけではなかった。飼育係の男も象と一緒に姿を消していた。人々が最後に象と飼育係の姿を見たのはその前日の5月17日の夕方5時すぎだという。
「僕」は新聞記事を最初からもう一度読みなおしたが、それは相当に奇妙な記事だった。記事は「象が脱走した」という表現をとっていたが、脱走なんかしていないことは一目瞭然だ。第一に鍵をかけられたまま残された鉄輪の問題がある。第二に脱出経路の問題がある。第三に足あとの問題がある。明らかに象は「消滅」しているのだ。
1年前、町の郊外にあった動物園が経営難を理由に閉鎖された。そのとき町が動物園から町有財産として無料でひきとったのがこの象だった。山林が切り開かれ、小学校の体育館が象舎として移築され、動物園でずっと象の世話をしていた飼育係と共にそこに住みつくことになった。1年前に行われた象舎の落成式には「僕」もでかけている。飼育係は千葉県館山の出身で年齢は63歳、名前は渡辺昇といった。
9月も終わりに近づいた頃、「僕」は勤め先の会社が催したキャンペーンのためのパーティーで、ある雑誌編集者と出会う。互いに独身者だった。彼女は26で、「僕」は31だった。「僕」は彼女に象の話をする。

## 備考
- 2003年と2004年、サイモン・マクバーニー演出の演劇「エレファント・バニッシュ」が東京都内で上演された。同作品は「象の消滅」と「パン屋再襲撃」と「眠り」の3作を原案としたもの。村上は後年、読者からの質問に対し「僕は見ていないんです。恥ずかしいので。でもとても評判がよかったみたいで、何度も再演されました。サイモン・マクバーニーさんには一度会って、話をしたことがあります。なかなか面白い人でした」と答えている[3]。

- 2013年4月から9月までの半年間、NHKラジオ第2の語学番組「英語で読む村上春樹」の最初の教材として本短編が使われた。2015年1月17日には同番組テキストの単行本『村上春樹「象の消滅」英訳完全読解』（NHK出版）が刊行された[4]。